# Le 14 juillet
Pour les articles homonymes, voir 14 juillet (homonymie).
Le 14 juillet est une revue anti-gaulliste, créée en 1958 par Dionys Mascolo et Jean Schuster. Elle propose des articles littéraires et politiques. Après trois numéros, elle cesse d'être publiée. Les archives sont aujourd'hui conservées à l'institut mémoires de l'édition contemporaine.

## Collaborateurs
Liste non exhaustive :
- Arthur Adamov
- Robert Antelme
- Roland Barthes
- Maurice Blanchot
- Marguerite Duras
- Jean Duvignaud
- Louis-René des Forêts
- Julien Gracq
- Jean Paulhan
- Jean Pouillon
- Elio Vittorini